# Stranger Things

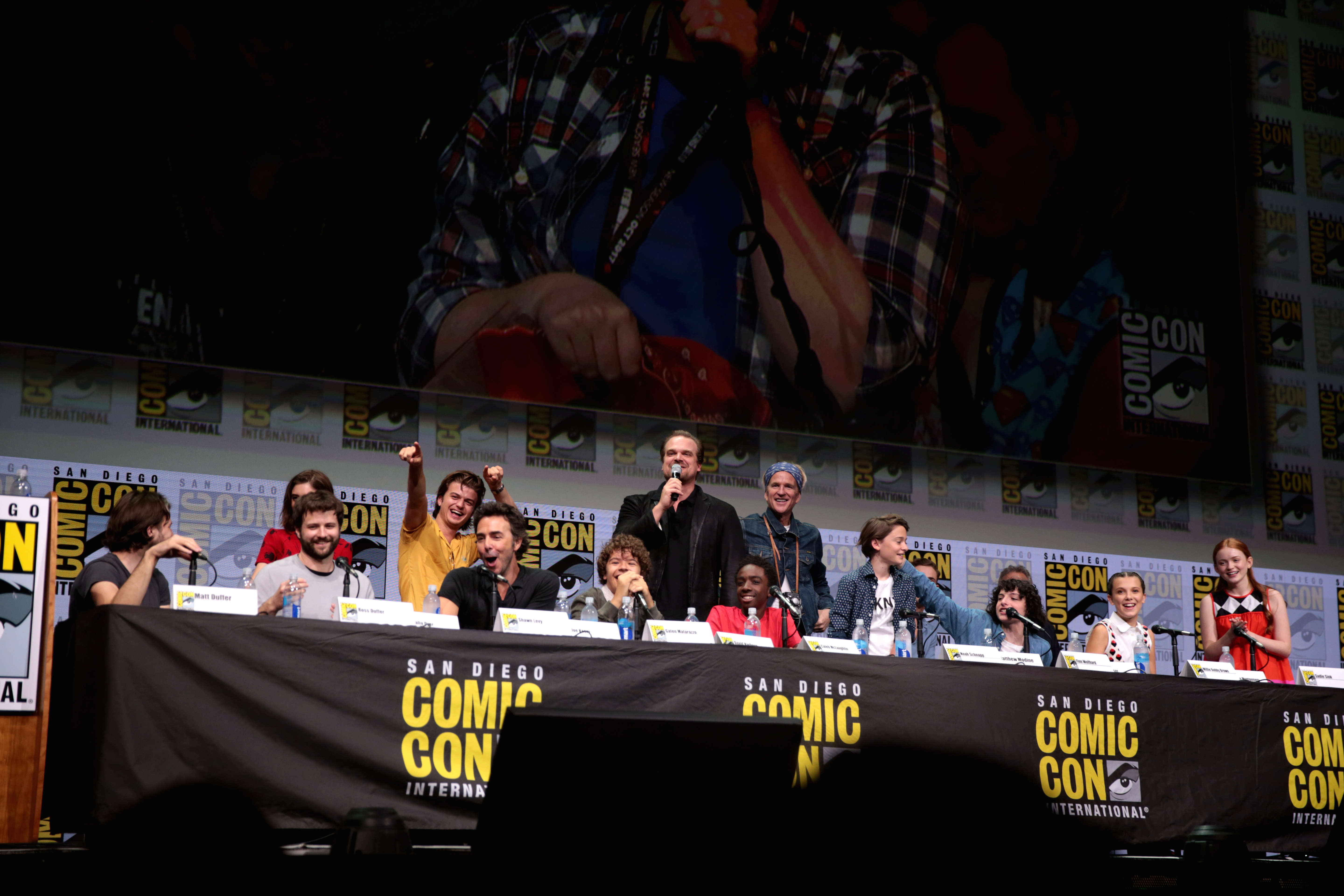
Några av skådespelarna i serien.

Stranger Things är en amerikansk TV-serie från 2016, skapad av bröderna Duffer och utgiven av Netflix. Rollerna spelas av Winona Ryder, David Harbour, Finn Wolfhard, Millie Bobby Brown, Gaten Matarazzo, Caleb McLaughlin, Natalia Dyer, Charlie Heaton, Cara Buono, Matthew Modine, Noah Schnapp, Joe Keery, Sadie Sink och Dacre Montgomery. Handlingen kretsar kring försvinnandet av en pojke och flickan Eleven som har telekinetiska krafter. Serien utspelar sig under 1980-talet i Indiana. Alla avsnitt i säsong ett släpptes den 15 juli 2016 på Netflix. Andra säsongen släpptes den 27 oktober 2017 och tredje säsongen den 4 juli 2019. En fjärde säsong av serien hade premiär den 27 maj 2022 och är uppdelad i två delar, varav den andra släpptes den 1 juli samma år. Seriens femte och sista säsong har premiär i slutet av 2025, uppdelad i tre delar. Första delen har premiär 26 november, andra delen på juldagen 25 december, och den sista delen på nyårsafton 31 december.
Serien blev prisad och mycket uppskattad för sin skildring av 1980-talets populärkultur och klädmode.

## Handling
Serien utspelar sig i småstaden Hawkins i Indiana år 1983. Pojken Will Byers försvinner spårlöst på vägen hem från sina kompisar. Polischefen Jim Hopper kopplas in i sökandet. På en diner på orten dyker en flicka upp som visar sig ha övernaturliga krafter. När myndigheterna med Dr. Martin Brenner i spetsen dyker upp flyr hon ut i skogen där hon träffar Will Byers vänner Dustin Henderson, Mike Wheeler och Lucas Sinclair. Flickan har namnet Eleven/El och har flytt från Hawkinslaboratoriet där hon utsatts för experiment av sin onda pappa.

## Rollista
| Winona Ryder         | – Joyce Byers                                                       |
| David Harbour        | – Jim Hopper                                                        |
| Finn Wolfhard        | – Mike Wheeler                                                      |
| Millie Bobby Brown   | – Eleven / Jane Hopper ("El")                                       |
| Gaten Matarazzo      | – Dustin Henderson                                                  |
| Caleb McLaughlin     | – Lucas Sinclair                                                    |
| Natalia Dyer         | – Nancy Wheeler                                                     |
| Charlie Heaton       | – Jonathan Byers                                                    |
| Cara Buono           | – Karen Wheeler (säsong 1–3; huvudroll säsong 4)                    |
| Matthew Modine       | – Martin Brenner (säsong 1 och 4; återkommande säsong 2)            |
| Noah Schnapp         | – Will Byers (säsong 2–nu; återkommande säsong 1)                   |
| Sadie Sink           | – Max Mayfield (säsong 2–nu)                                        |
| Joe Keery            | – Steve Harrington (säsong 2–nu; återkommande säsong 1)             |
| Dacre Montgomery     | – Billy Hargrove (säsong 2–3; gäst säsong 4)                        |
| Sean Astin           | – Bob Newby (säsong 2; gäst säsong 3)                               |
| Paul Reiser          | – Sam Owens (säsong 2 och 4; gäst säsong 3)                         |
| Maya Hawke           | – Robin Buckley (säsong 3–nu)                                       |
| Priah Ferguson       | – Erica Sinclair (säsong 3–nu; återkommande säsong 2)               |
| Brett Gelman         | – Murray Bauman (säsong 4, återkommande säsong 2–3)                 |
| Jamie Campbell Bower | – Peter Brenner / Henry Creel / One / Vecna (återkommande säsong 4) |
| Eduardo Franco       | – Argyle (återkommande säsong 4)                                    |
| Joseph Quinn         | – Eddie Munson (återkommande säsong 4)                              |

## Avsnitt
| Säsong | Säsong | Avsnitt | Avsnitt          | Utgivningsdatum  |
| ------ | ------ | ------- | ---------------- | ---------------- |
|        | 1      | 8       | 8                | 15 juli 2016     |
|        | 2      | 9       | 9                | 27 oktober 2017  |
|        | 3      | 8       | 8                | 4 juli 2019      |
|        | 4      | 9       | 7                | 27 maj 2022      |
| 2      | 4      | 9       | 1 juli 2022      |                  |
|        | 5      | 8       | 4                | 26 november 2025 |
| 3      | 5      | 8       | 25 december 2025 |                  |
| 1      | 5      | 8       | 31 december 2025 |                  |

### Säsong 1
| Nr | Titel                                | Regi            | Manus                          | Sändningsdatum |
| -- | ------------------------------------ | --------------- | ------------------------------ | -------------- |
| 1  | "Del ett: Will Byers försvinnande"   | Bröderna Duffer | Bröderna Duffer                | 15 juli 2016   |
| 2  | "Del två: Knäppisen på Maple Street" | Bröderna Duffer | Bröderna Duffer                | 15 juli 2016   |
| 3  | "Del tre: Julpynt"                   | Shawn Levy      | Jessica Mecklenburg            | 15 juli 2016   |
| 4  | "Del fyra: Kroppen"                  | Shawn Levy      | Justin Doble                   | 15 juli 2016   |
| 5  | "Del fem: Loppan och akrobaten"      | Bröderna Duffer | Alison Tatlock                 | 15 juli 2016   |
| 6  | "Del sex: Monstret"                  | Bröderna Duffer | Jessie Nickson-Lopez           | 15 juli 2016   |
| 7  | "Del sju: Badkaret"                  | Bröderna Duffer | Justin Doble                   | 15 juli 2016   |
| 8  | "Del åtta: Upp och ner"              | Bröderna Duffer | Paul Dichter & Bröderna Duffer | 15 juli 2016   |

### Säsong 2
| Nr | Titel                             | Regi            | Manus                | Sändningsdatum  |
| -- | --------------------------------- | --------------- | -------------------- | --------------- |
| 9  | "Del ett: MAD MAX"                | Bröderna Duffer | Bröderna Duffer      | 27 oktober 2017 |
| 10 | "Del två: Bus eller godis, miffo" | Bröderna Duffer | Bröderna Duffer      | 27 oktober 2017 |
| 11 | "Del tre: Pollywoggen"            | Shawn Levy      | Justin Doble         | 27 oktober 2017 |
| 12 | "Del fyra: Will den vise"         | Shawn Levy      | Paul Dichter         | 27 oktober 2017 |
| 13 | "Del fem: Dig dug"                | Andrew Stanton  | Jessie Nickson-Lopez | 27 oktober 2017 |
| 14 | "Del sex: Spionen"                | Andrew Stanton  | Kate Trefry          | 27 oktober 2017 |
| 15 | "Del sju: Den förlorade systern"  | Rebecca Thomas  | Justin Doble         | 27 oktober 2017 |
| 16 | "Del åtta: Hjärnrusk"             | Bröderna Duffer | Bröderna Duffer      | 27 oktober 2017 |
| 17 | "Del nio: Porten"                 | Bröderna Duffer | Bröderna Duffer      | 27 oktober 2017 |

### Säsong 3
| Nr | Titel                                         | Regi            | Manus           | Sändningsdatum |
| -- | --------------------------------------------- | --------------- | --------------- | -------------- |
| 18 | "Del ett: Suzie, hör du mig?"                 | Bröderna Duffer | Bröderna Duffer | 4 juli 2019    |
| 19 | "Del två: Råttorna"                           | Bröderna Duffer | Bröderna Duffer | 4 juli 2019    |
| 20 | "Del tre: Fallet med den försvunna badvakten" | Shawn Levy      | William Bridges | 4 juli 2019    |
| 21 | "Del fyra: Bastutestet"                       | Shawn Levy      | Kate Trefey     | 4 juli 2019    |
| 22 | "Del fem: Armén"                              | Uta Briesewitz  | Paul Dichter    | 4 juli 2019    |
| 23 | "Del sex: Av många - en"                      | Uta Briesewitz  | Curtis Gwinn    | 4 juli 2019    |
| 24 | "Del sju: Bettet"                             | Bröderna Duffer | Bröderna Duffer | 4 juli 2019    |
| 25 | "Del åtta: Slaget om köpcentret"              | Bröderna Duffer | Bröderna Duffer | 4 juli 2019    |

### Säsong 4
| Nr    | Titel                                        | Regi            | Manus                | Sändningsdatum |
| Del 1 | Del 1                                        | Del 1           | Del 1                | Del 1          |
| ----- | -------------------------------------------- | --------------- | -------------------- | -------------- |
| 26    | "Del ett: Hellfire-klubben?"                 | Bröderna Duffer | Bröderna Duffer      | 27 maj 2022    |
| 27    | "Del två: Vecnas förbannelse"                | Bröderna Duffer | Bröderna Duffer      | 27 maj 2022    |
| 28    | "Del tre: Monstret och superhjälten"         | Shawn Levy      | Caitlin Schneiderhan | 27 maj 2022    |
| 29    | "Del fyra: Kära Billy"                       | Shawn Levy      | Paul Dichter         | 27 maj 2022    |
| 30    | "Del fem: Projekt Nina"                      | Nimród Antal    | Kate Trefry          | 27 maj 2022    |
| 31    | "Del sex: Djupdykningen"                     | Nimród Antal    | Curtis Gwinn         | 27 maj 2022    |
| 32    | "Del sju: Massakern på Hawkins laboratorium" | Bröderna Duffer | Bröderna Duffer      | 27 maj 2022    |
| Del 2 |                                              |                 |                      |                |
| 33    | "Del åtta: Pappa"                            | Bröderna Duffer | Bröderna Duffer      | 1 juli 2022    |
| 34    | "Del nio: Infiltrationen"                    | Bröderna Duffer | Bröderna Duffer      | 1 juli 2022    |

## Produktion
Stranger Things skapades av Matt och Ross Duffer, som har skrivit samt regisserat några avsnitt av serien med Shawn Levy som exekutiv producent. Säsong ett visades den 15 juli 2016 på Netflix. Inspirationskällor till serien var framförallt Steven Spielberg, Stephen King och John Carpenter.
Den 31 augusti 2016 blev det klart att en säsong två kommer att visas under 2017 och ha nio avsnitt. De nya avsnitten utspelar sig år 1984, drygt ett år efter händelserna i den första säsongen. Brown väntas återvända som Eleven. Säsongen kommer att introducera nya karaktärer som ska spelas av Sean Astin, Paul Reiser, Linnea Berthelsen och Brett Gelman. Den 11 juli 2017 fick man veta att säsong två väntas sändas den 27 oktober 2017.

### Inspelning
Den största delen av filmandet skedde vid Atlanta, Georgia i november 2015. Jackson var huvudinspelningsplats för den fiktiva staden Hawkins.

## Musik
Musiken komponerades av Michael Stein och Kyle Dixon från bandet Survive. En synthesizer användes till de flesta av låtarna. Soundtracket släpptes som två separata volymer, utgivna i augusti 2016 som digital nedladdning och på streamingtjänster. Den 10 december 2016 meddelades det att båda volymerna är nominerade till varsin Grammy Award.

## Mottagande

### Tittarsiffror
Stranger Things har dragit stora tittarsiffror. Enligt Symphony Technology Group sågs säsong ett av 14,7 miljoner amerikaner i åldrarna 18 till 49 år under de första 35 dagarna efter releasen. Detta gör den till den tredje mest sedda originalserien på Netflix i USA bakom den första säsongen av Huset Fullt - Igen och säsong fyra av Orange Is the New Black.

### Recensioner
Stranger Things fick positiva recensioner från flera kritiker. Rotten Tomatoes rapporterade att 95 procent, baserat på 61 recensioner, hade satt ett genomsnittsbetyg på 8,1 av 10. På Metacritic nådde serien genomsnittsbetyget 76 av 100, baserat på 34 recensioner.

## Priser och nomineringar
| Pris                             | Kategori                                           | Mottagare | Resultat  |
| -------------------------------- | -------------------------------------------------- | --- | --------- |
| Grammy Awards                    | Best Score Soundtrack for Visual Media             | Stranger Things Volume 1 | Nominerad |
| Grammy Awards                    | Best Score Soundtrack for Visual Media             | Stranger Things Volume 2 | Nominerad |
| Golden Globe                     | Bästa TV-serie – drama                             | Stranger Things | Nominerad |
| Golden Globe                     | Bästa kvinnliga huvudroll i en TV-serie – drama    | Winona Ryder | Nominerad |
| Critics' Choice Television Award | Best Drama Series                                  | Stranger Things | Nominerad |
| Critics' Choice Television Award | Most Bingeworthy Show                              | Stranger Things | Nominerad |
| Satellite Awards                 | Best Television Series – Genre                     | Stranger Things | Nominerad |
| Satellite Awards                 | Best Actress – Television Series Drama             | Winona Ryder | Nominerad |
| Screen Actors Guild Awards       | Bästa kvinnliga skådespelare i en dramaserie       | Winona Ryder | Nominerad |
| Screen Actors Guild Awards       | Bästa kvinnliga skådespelare i en dramaserie       | Millie Bobby Brown | Nominerad |
| Screen Actors Guild Awards       | Bästa rollbesättning i en dramaserie               | Millie Bobby Brown, Cara Buono, Joe Chrest, Natalia Dyer, David Harbour, Charlie Heaton, Joe Keery, Gaten Matarazzo, Caleb McLaughlin, Matthew Modine, Rob Morgan, John Paul Reynolds, Winona Ryder, Noah Schnapp, Mark Steger och Finn Wolfhard | Vann      |
| American Film Institute          | Top 10 TV Programs of the Year                     | Stranger Things | Vann      |
| Hollywood Music in Media Awards  | Best Main Title – TV Show/Digital Streaming Series | Kyle Dixon och Michael Stein | Nominerad |
| Hollywood Music in Media Awards  | Best Original Score – TV Show/Miniseries           | Kyle Dixon och Michael Stein | Nominerad |
| Hollywood Music in Media Awards  | Outstanding Music Supervision – Television         | Nora Felder | Vann      |
| People's Choice Awards           | Favorite TV Show                                   | Stranger Things | Nominerad |
| People's Choice Awards           | Favorite Premium Sci-Fi/Fantasy Series             | Stranger Things | Nominerad |
| People's Choice Awards           | Favorite Sci-Fi/Fantasy TV Actress                 | Millie Bobby Brown | Nominerad |
| Writers Guild of America Awards  | Drama Series                                       | Stranger Things | Nominerad |
| Writers Guild of America Awards  | New Series                                         | Stranger Things | Nominerad |